# 탕페이

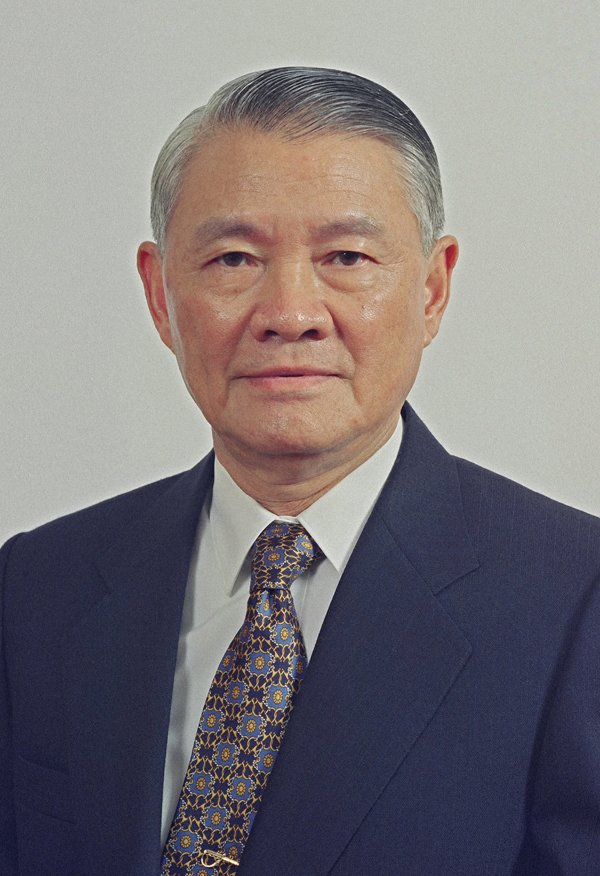
탕페이

탕페이(唐飛, 1932년 3월 15일 ~ )는 중화민국 공군 일급 상장(一級上將)이자 정치인이다. 중화민국 장쑤성 타이창시에서 출생하였다. 중국 국민당의 당적을 보유하고 있었으나 현재는 무당적이다. 현재 대만 전도전망협회(臺灣前途展望協會) 이사장, 중화전사문헌학회(中華戰史文獻學會) 이사장을 역임하고 있다. 주미국 무관, 주남아프리카공화국 무관, 공군 499연대장, 중화민국 공군군관학교 교장, 공군총사령, 참모총장, 국방부장, 행정원장을 역임한 적이 있다. 중화민국 공군 출신 첫 국방부장이고 천청(陳誠)과 하오보춘(郝柏村)에 이어 세 번째로 참모총장을 역임한 후 행정원장이 되었다.
2000년 10월 3일 행정원장직에서 사임하였다.

## 같이 보기
- 중화민국의 행정원장